# Trachytrema garnet
Trachytrema garnet är en spindelart som beskrevs av Norman I. Platnick 2002. Trachytrema garnet ingår i släktet Trachytrema och familjen Trochanteriidae. Inga underarter finns listade i Catalogue of Life.